# Justícia retributiva
Justícia retributiva és una teoria de la justícia que sosté que el càstig proporcionat és una resposta moralment acceptable a la falta o crim, independentment que aquest càstig produïsca o no beneficis tangibles. És la justícia que es mostra indiferent davant alguns càstigs.
En ètica i dret, el "principi de proporcionalitat de la pena" (en anglès expressat en la màxima "Let the punishment fit the crime") afirma que la severitat de la pena ha de ser raonable i proporcional a la gravetat de la infracció. El concepte està present en la majoria de les cultures del món. Per exemple, en la llei de Moisés, específicament dins del Deuteronomi 19:17-21, que inclou els càstigs de "vida per vida, ull per ull, dent per dent, mà per mà, peu per peu" (en suma, "amidada per mesura", "middah ke-neged middah"). No obstant això, el principi de proporcionalitat de la pena no necessàriament exigeix que el càstig siga equivalent a la falta, com en l'anterior Llei del Talió.
Els filòsofs del dret penal han contrastat el retribucionisme amb l'utilitarisme. Per als utilitaristes, la pena té una finalitat teleològica, justificada per la seua capacitat per a arribar a beneficis futurs, per exemple la reducció dels índexs de criminalitat. Per als retribucionistes, en canvi, el càstig té un caràcter retrospectiu, d'acord amb la conducta criminal del passat que es castiga, i estrictament destinat a sancionar d'acord amb la gravetat d'aquesta conducta. La gravetat de la conducta criminal pot calcular-se, segons els retribucionistes, pel nivell de dany causat, la quantitat d'avantatge injustament adquirit o pel "desequilibri moral" provocat.

## Història
Immanuel Kant va concebre la retribució com un principi jurídic: "El càstig judicial no pot mai ser usat com un mitjà per a promoure altre bé, ja siga en favor del criminal mateix o de la societat civil, sinó en canvi deu en tots els casos imposar-se-li sota el sustente que s'ha comès un crim".

## Subtipus
Existeixen dos sub-classes de justícia retributiva: la versió clàssica que afirma que la quantitat de càstig ha de ser proporcional a la quantitat del dany causat per l'ofensa. Una versió més recent reemplaça la idea anterior amb l'afirmació que la quantitat de càstig ha de ser proporcional a la quantitat d'avantatge injust obtinguda pel criminal.

## Crítiques i alternatives
Alguns afirmen que "dos mals (el crim i el càstig) no poden donar lloc a un bé".
Entre les alternatives a la justícia retributiva estan: el tractament psiquiàtric, la justícia reparadora i la justícia transformativa.